# HD26961
HD26961 — хімічно пекулярна зоря спектрального класу A2, що має  видиму зоряну величину в смузі V приблизно  4,6.
Вона  розташована на відстані близько 318,2 світлових років від Сонця.

## Фізичні характеристики
Зоря HD26961 обертається 
досить швидко 
навколо своєї осі. Проєкція її екваторіальної швидкості на промінь зору становить  Vsin(i)= 81км/сек.
Телескоп Гіппаркос зареєстрував  фотометричну змінність  даної зорі з періодом    1,53 доби в межах від  Hmin= 4,65 до  Hmax= 4,59.

## Пекулярний хімічний вміст
Зоряна атмосфера HD26961 має підвищений вміст 
Si
.